# Représentation de groupe
 (décembre 2015).
Si vous disposez d'ouvrages ou d'articles de référence ou si vous connaissez des sites web de qualité traitant du thème abordé ici, merci de compléter l'article en donnant les références utiles à sa vérifiabilité et en les liant à la section « Notes et références ».
Ne pas confondre avec la présentation d'un groupe par générateurs et relations.

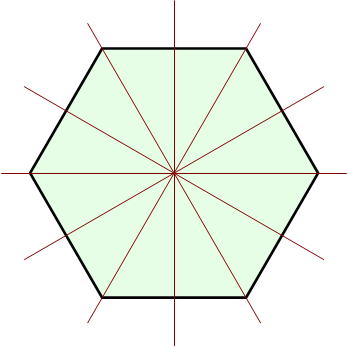
Ensemble des isométries laissant invariant un hexagone régulier. C'est l'interprétation géométrique du groupe diédral d'ordre 12 dont une représentation est donnée en le faisant agir linéairement sur le plan.

En mathématiques, une représentation de groupe décrit un groupe en le faisant agir sur un espace vectoriel de manière linéaire. Autrement dit, on essaie de voir le groupe comme un groupe de matrices, d'où le terme représentation. On peut ainsi, à partir des propriétés relativement bien connues du groupe des automorphismes de l'espace vectoriel, arriver à déduire quelques propriétés du groupe.
C'est l'un des concepts importants de la théorie des représentations.

## Présentation informelle
Un groupe est une structure algébrique composée d'éléments, que l'on peut "additionner" (opération abstraite, cette "addition" n'est pas forcément commutative, mais peut l'être), il y a un élément neutre, et tout élément possède un inverse. Un exemple typique est l'ensemble des entiers modulo 12. On peut additionner les nombres : 2+5 = 7 ; 5+9 = 2 (car 14 et 2 sont égaux modulo 12). Tout élément a un inverse : par exemple l'inverse de 2 est 10 car 2+10=0.
Une représentation est une façon géométrique de voir le groupe dans un espace, par exemple en deux dimensions. Plus précisément, chaque élément du groupe se voit comme une opération vectorielle (symétrie / rotation autour de l'origine). Imaginons une horloge avec l'aiguille des heures. Chaque nombre x modulo 12 correspond à tourner de x heures, comme le montre la table suivante :
| Element du groupe des entiers modulo 12 | Opération correspondante dans l'espace de dimension 2 | Opération correspondante dans l'espace de dimension 2 |
| --------------------------------------- | ----------------------------------------------------- | ----------------------------------------------------- |
| 0                                       | ne rien faire                                         | rotation de 0°                                        |
| 1                                       | avancer l'aiguille d'une heure                        | rotation de 30°                                       |
| 2                                       | avancer l'aiguille de deux heures                     | rotation de 60°                                       |
| 3                                       | avancer l'aiguille de trois heures                    | rotation de 90°                                       |
| 4                                       | avancer l'aiguille de quatre heures                   | rotation de 120°                                      |
| 5                                       | avancer l'aiguille de cinq heures                     | rotation de 150°                                      |
| 6                                       | avancer l'aiguille de six heures                      | rotation de 180°                                      |
| 7                                       | avancer l'aiguille de sept heures                     | rotation de 210°                                      |
| 8                                       | avancer l'aiguille de huit heures                     | rotation de 240°                                      |
| 9                                       | avancer l'aiguille de neuf heures                     | rotation de 270°                                      |
| 10                                      | avancer l'aiguille de dix heures                      | rotation de 300°                                      |
| 11                                      | avancer l'aiguille de onze heures                     | rotation de 330°                                      |

On remarque que l'addition, par exemple 2+3 = 5, se traduit par la succession de deux opérations : avancer l'aiguille de 2 heures, puis de 3 heures correspond à l'avancer de 5 heures. La table ci-dessus est un morphisme de groupe et elle est un exemple de représentation du groupe des entiers modulo 12.
Bien sûr, il y a plein de groupes différents, et pour chacun d'eux plusieurs représentations possibles dans des espaces de dimension finie, voire infinie. La section suivante présente la définition formelle d'une représentation d'un groupe G quelconque.

## Définitions
Soit G un groupe, K un corps commutatif et V un espace vectoriel sur K. On appelle représentation du groupe G une action linéaire de G sur V, autrement dit un morphisme de groupes de G dans le groupe linéaire GL(V). Plus explicitement, c'est une application
Pour qu'une application ρ de G dans l'espace des endomorphismes de V vérifiant ρ(g1)∘ρ(g2) = ρ(g1g2) soit en fait à valeurs dans GL(V), il suffit que l'un des ρ(g) soit un automorphisme.
Pour écrire l'action d'un élément g du groupe sur un élément v de l'espace vectoriel à travers la représentation ρ, on notera parfois ρ(g)(v), ρ(g).v ou même g⋅v s'il n'y a aucune ambiguïté. On note parfois une représentation (V, ρ). On dit parfois également (et abusivement) que V est une représentation de G.

Un morphisme de représentations de G, ou « opérateur d'entrelacement », d'une représentation (V, ρ) vers une représentation (W, σ), est une application K-linéaire φ de V dans W telle que pour tout g appartenant à G on ait
 On dit alors aussi que φ est un morphisme G-équivariant de V dans W.
Un cas important est celui où φ est un isomorphisme : les représentations (V, ρ) et (W, σ) sont dites isomorphes ou équivalentes s'il existe un isomorphisme φ de V dans W qui soit G-équivariant, c'est-à-dire qui vérifie, pour tout g appartenant à G :
Dans ce cas, V et W ont la même dimension.

## Exemples
- La représentation unité de G sur la droite vectorielle K est celle qui à tout élément de G associe l'identité de K.
- Si G est un sous-groupe de GLn(K), G agit naturellement sur Kn. La représentation associée est appelée représentation standard.
- Si G est le groupe cyclique fini ℤ/nℤ, la donnée d'une représentation de G sur V équivaut au choix d'un élément f de GL(V) tel que f n = idV.
- À partir d'une action de G sur un ensemble X, on peut définir une représentation de G sur l'espace KX des applications de X dans K, en posant :{\displaystyle \left(\rho (g)(f)\right)(x)=f(g^{-1}\cdot x)} et la restreindre à divers sous-espaces stables, comme :
  - le sous-espace K(X) des applications à support fini, dont la base canonique (δx)x∈X (où δ désigne le symbole de Kronecker : δx(y) vaut 1 pour y = x et vaut 0 pour les autres y ∈ X) est permutée par chaque élément du groupe : ρ(g)(δx)= δgx. Pour l'action à gauche de G sur lui-même, la représentation correspondante de G sur K(G) est appelée la représentation régulière gauche de G ;
  - le sous-espace des fonctions continues sur X, si G est un groupe topologique et X un espace topologique et si l'action est continue ou même si on a seulement, pour tout g ∈ G, continuité de l'application X → X, x ↦ g⋅x.
- On trouve des versions plus sophistiquées de cette idée : si X a des structures géométriques supplémentaires (variété différentielle, variété algébrique, schéma...), on peut faire agir G sur certains objets canoniquement attachés à X : espaces de sections de fibrés vectoriels, espaces de cohomologie...

## Glossaire des représentations
- Comme toute action de groupe, la représentation est dite fidèle si le morphisme ρ est injectif. Cette notion est différente de celle de module fidèle : le K-espace vectoriel de la représentation étant un module sur l'algèbre K[G] du groupe G (cf. infra), si ce module est fidèle alors la représentation de G est fidèle, mais la réciproque est fausse.
- La représentation est dite matricielle si l'espace V est de la forme Kn pour un certain entier naturel n, auquel cas le groupe (GL(V), ∘) s'identifie canoniquement au groupe GLn(K) des matrices carrées d'ordre n à coefficients dans K inversibles (autrement dit : de déterminant non nul), muni du produit matriciel. Via cette identification, deux représentations matricielles R et S sont donc équivalentes si et seulement s'il existe une matrice inversible P telle que pour tout élément g de G, Rg = P−1SgP.
- La dimension de V est appelée degré de la représentation. Si V est de dimension finie n (ce que l'on suppose toujours implicitement dans la théorie des représentations d'un groupe fini), la représentation est équivalente à une représentation matricielle, via le choix arbitraire d'un isomorphisme φ de Kn dans V.

- Une sous-représentation de (V, ρ) est la représentation (W, σ) obtenue par restriction à un sous-espace vectoriel W stable sous l'action de G.

- Une représentation de degré non nul est dite irréductible si elle n'admet pas d'autre sous-représentation qu'elle-même et la représentation de degré nul, autrement dit si V n'a pas de sous-espace propre stable par l'action de G. En termes matriciels, cela signifie qu'on ne peut pas trouver de base dans laquelle la représentation de G soit donnée par des matrices ayant toutes la même structure triangulaire supérieure par blocs (avec au moins deux blocs diagonaux).
- La somme directe d'une famille de représentations (Vi, ρi) de G est la représentation ρ sur l'espace vectoriel somme directe des Vi définie par : ρ(g) = ⊕i ρi(g). En termes matriciels, cela signifie qu'en juxtaposant des bases des Vi pour former une base de leur somme directe, la représentation ρ est faite par des matrices diagonales par blocs, chaque bloc correspondant à l'une des représentations ρi.
- Une représentation est dite complètement réductible si elle est somme directe de représentations irréductibles.
- Deux représentations sont dites disjointes si elles n'ont aucune composante irréductible commune, ou encore s'il n'existe aucun morphisme non nul entre elles.
- Si V est un espace de Hilbert dont le produit scalaire est invariant sous l'action de G, on dit que la représentation est unitaire.
- Si G est un groupe topologique et V un espace vectoriel topologique, ρ est une représentation linéaire continue de G si l'application G × V → V, (g, v) ↦ g⋅v est continue.

## Lien avec lesK[G]-modules
La K-algèbre de G, notée K[G] et constituée des combinaisons linéaires finies formelles d'éléments de G à coefficients dans K, est une K-algèbre associative dont la multiplication étend naturellement la loi du groupe G.

On peut alors étendre, et ce de façon unique, la représentation ρ en un morphisme de K-algèbres de K[G] vers End(V), en posant
 Ceci fait de V un K[G]-module. On dit également que V est un G-module (en).
Réciproquement, la donnée d'un K[G]-module fournit une représentation de G.
Via ce « dictionnaire » :
- un morphisme de représentations correspond à un morphisme de K[G]-modules ;
- la représentation régulière (cf section « Exemples » ci-dessus) correspond à la structure naturelle de K[G] vu comme module à gauche sur lui-même ;
- une représentation (V, ρ) est irréductible si et seulement si V est simple en tant que K[G]-module ;
- elle est complètement réductible si et seulement si V est semi-simple.

## Irréductibilité
Le fait de considérer des représentations irréductibles permet de beaucoup simplifier certains raisonnements : par exemple, d'après le lemme de Schur, un morphisme entre deux modules simples est soit nul, soit inversible.
On peut souvent ramener l'étude des représentations de G à l'étude de ses représentations irréductibles : si V n'est pas irréductible, on peut toujours considérer un sous-espace vectoriel de V qui soit stable par G. Si jamais V est de dimension finie, on pourra ainsi finir par trouver un sous-module simple.
Théorème de Maschke — Si G est un groupe fini dont l'ordre n'est pas divisible par la caractéristique de K, alors tout K[G]-module est semi-simple (ou de façon équivalente : toute représentation de G sur un K-espace vectoriel est complètement réductible).
Ce théorème se généralise partiellement aux représentations continues de groupes compacts.
Si G est un groupe fini, toute représentation irréductible complexe (de degré fini) de G est équivalente à une sous-représentation de la représentation régulière.